# Beatriz Perazzo
Beatriz Perazzo (ca. 1940) es una deportista argentina que compitió en natación adaptada. Destacó por integrar la primera delegación paralímpica argentina a los Juegos Paralímpicos de Roma 1960. Allí obtuvo una medalla de oro en 50 m libre. 

## Roma 1960
| Natación: 50 m libre clase 3 | Natación: 50 m libre clase 3 | Natación: 50 m libre clase 3 | Natación: 50 m libre clase 3 | Natación: 50 m libre clase 3 |
|                              | Nadadora                     | País                         | Tiempo                       |                              |
| ---------------------------- | ---------------------------- | ---------------------------- | ---------------------------- | ---------------------------- |
| 1                            | Beatriz Perazzo              | Argentina                    | 1:15.30                      |                              |